# Абреу-и-Лима
Абреу-и-Лима (порт. Abreu e Lima) — муниципалитет в Бразилии, входит в штат Пернамбуку. Составная часть мезорегиона Агломерация Ресифи. Входит в экономико-статистический микрорегион Ресифи. Население составляет 89 039 человек на 2007 год. Занимает площадь 129,1 км². Плотность населения — 690 чел./км². Назван в честь Жозе Инасиу Абреу-и-Лимы.
Праздник города — 14 мая. 

## История
Город основан в 1982 году.

## Статистика
- Валовой внутренний продукт на 2005 год составляет 518 618 000 реалов (данные: Бразильский институт географии и статистики).
- Валовой внутренний продукт на душу населения на 2005 год составляет 5371 реал (данные: Бразильский институт географии и статистики).
- Индекс развития человеческого потенциала на 2000 год составляет 0,730 (данные: Программа развития ООН).

## География
Климат местности: тропический. В соответствии с классификацией Кёппена, климат относится к категории Aw.